# Ada Nilsson

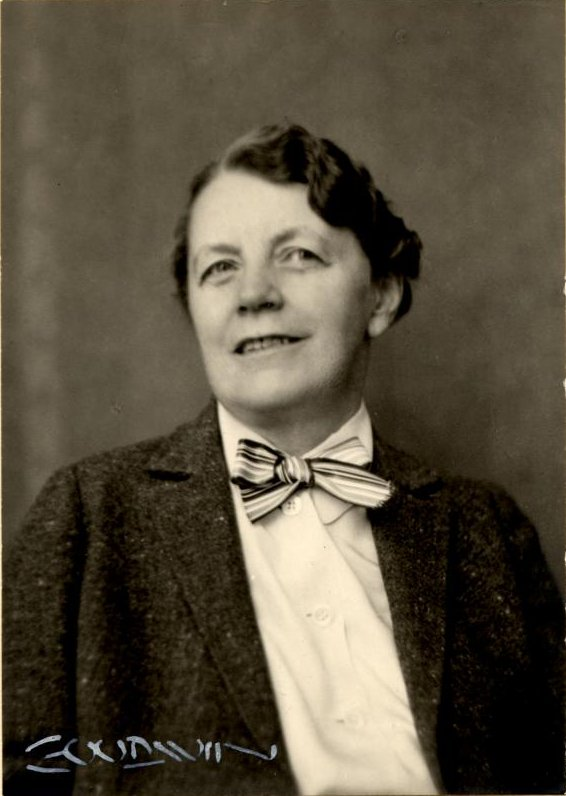
Ada Nilsson (1935)

Ada Konstantia Nilsson (* 21. September 1872 in Södra Säm; † 23. Mai 1964 in Julita) war eine schwedische Medizinerin. Sie war eine der Gründerinnen der feministischen Zeitung Tidevarvet.

## Leben
Nilssons Vater war Mittelsmann in der Textilindustrie in Västergötland. Er starb bereits 1885. Ihr Vormund, ein Mitglied des schwedischen Parlaments, weckte früh ihr Interesse an sozialen Themen und sorgte dafür, dass das Mädchen eine gute Ausbildung genoss. Ab 1891 studierte sie, inspiriert von ihrem Vorbild Karolina Widerström, am Karolinska-Institut Medizin. Während des Studiums lernte sie u. a. Lydia Wahlström und Alma Sundqvist kennen, die ebenfalls zu den ersten Medizinstudentinnen Schwedens gehörten.
1900 machte sie ihren Abschluss. Da sie als Frau nicht an einem staatlichen Krankenhaus angestellt werden durfte, bildete sie sich in Deutschland zur Frauenärztin weiter und eröffnete 1904 in Stockholm eine Privatpraxis. Außerdem war sie einige Jahre für die gynäkologische Poliklinik des Seraphinenkrankenhauses verantwortlich und arbeitete als Ärztin für Kinderheime und Mädchenschulen.
1907 gehörte Nilsson zu den Gründerinnen des Kvinnornas diskussionsklubb (Frauen-Debattierclub). 1909 baute sie zusammen mit Alma Sundqvist Föreningen Självförsörjande Bildade Kvinnors vilohem (ein von der Vereinigung gebildeter, unabhängiger Frauen betriebenes Pflegeheim) auf. Beide Frauen waren aktiv in der Svenska föreningen för moderskydd och sexualreform (der Schwedischen Vereinigung zum Schutz von Müttern und für eine Sexualreform) und engagierten sich im Kampf gegen die Prostitution. Sie betonten in Schriften und Vorträgen die Bedeutung von sexueller Aufklärung und setzten sich für das Recht auf Abtreibung ein. Das Haus in Gamla stan, in das Nilsson 1912 mit Praxis und Wohnung gezogen war, diente als Salon für Gleichgesinnte.
1914 war Nilsson eine der Initiatorinnen der Föreningen frisinnade kvinnor (Vereinigung der freisinnigen Frauen), die sich „gegen die Psychose des Kriegs, für Demokratie und für die Gleichberechtigung der Frauen“ einsetzten. Nachdem 1918/21 das allgemeine Wahlrecht eingeführt worden war, wurde die Vereinigung in ganz Schweden aktiv.
1922 organisierte Nilsson zusammen mit Kerstin Hesselgren, der Erzieherin Honorine Hermelin, der Autorin Elin Wägner und der Politikerin Elisabeth Tamm auf Tamms Anwesen Fogelstad ein Bildungszentrum für Frauen. 1923 gründeten die Frauen, die bald als Fogelstadgruppe bekannt waren, die Zeitung Tidevarvet (Das Zeitalter). Nilsson war Herausgeberin des Blattes, Wägner leitende Redakteurin. Die Zeitung, die wöchentlich herauskam und sich für Pazifismus und Frauenrechte einsetzte, erschien trotz Finanzierungsschwierigkeiten bis 1936. Das Bildungszentrum in Fogelstad existierte bis Mitte der 50er-Jahre.
Ab 1925 bot Nilsson in den Räumen der Zeitung die Tidevarvet-Elternberatung an. Das Büro war damals einer der wenigen Orte, an denen ledige Schwangere Unterstützung bekamen. Im Jahr 1926 wandte sich die junge Journalistin Astrid Lindgren an Nilsson und die Rechtsanwältin Eva Andén. Die beiden halfen Lindgren, ihr Kind, das sie von einem verheirateten Mann erwartete, unerkannt in Dänemark zu entbinden. Aus Geldmangel und wegen mangelnder Unterstützung der Behörden musste die Beratung 1928 wieder eingestellt werden.
Nilsson leitete ab 1929 die Stockholmer Abteilung der Radikala Föreningen (Radikale Vereinigung) und war später stellvertretende Vorsitzende der Svenska Kvinnors Vänsterförbund (eine linke schwedische Frauen-Organisation). In diesen Funktionen setzte sie sich während des Spanischen Bürgerkriegs für Frauen und Geflüchtete ein.
Einige von Nilssons Vorschlägen für eine verbesserte Betreuung von Müttern und Kindern wurden später von staatlicher Seite übernommen.
Um 1950 herum verschlechterte sich Nilssons Sehkraft. 1953 musste sie ihre Praxis schließen. Bis zu ihrem Tod im Jahr 1964 lebte sie in ärmlichen Verhältnissen zusammen mit Honorine Hermelin in Fogelstad. Ihr Grab befindet sich auf dem Södra Säm-Friedhof in Västergotland.
Die Frauen der Fogelstad-Gruppe, unter ihnen Ada Nilsson, wurden 1965 von Siri Derkert in einem Kunstwerk in der Stockholmer U-Bahn-Station Östermalmstorg verewigt.